# Estação Ferroviária de Tonda
A Estação Ferroviária de Tonda foi uma interface de caminhos de ferro da Linha do Dão, que servia a localidade de Tonda, no distrito de Viseu, em Portugal.

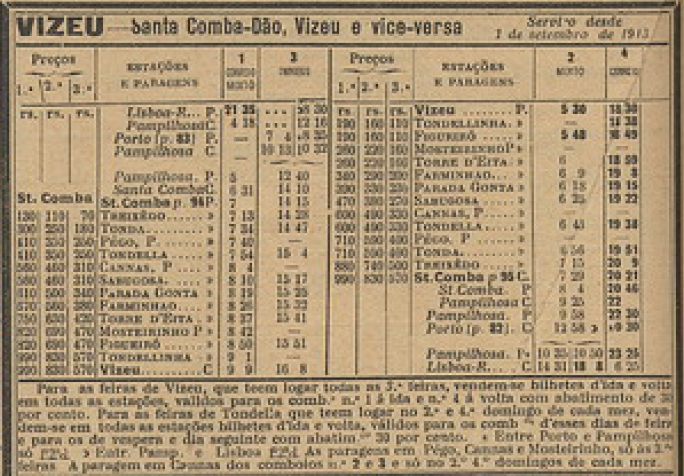
Horário de 1913, incluindo a estação de Tonda

## História
A Linha do Dão foi inaugurada em 24 de Novembro de 1890, e aberta à exploração  pela Companhia Nacional de Caminhos de Ferro no dia seguinte.
Em 1 de Janeiro de 1947, a Companhia Nacional foi integrada na Companhia dos Caminhos de Ferro Portugueses.

A Linha do Dão foi encerrada em 1990 e transformada na Ecopista do Dão em 2007-2011.[carece de fontes?]